# Reguły kolizyjne
Reguły kolizyjne – reguły mające na celu usunięcie sprzeczności norm w systemie prawa. Niekiedy – wraz z dyrektywami wykładni i wnioskowaniami prawniczymi – zalicza się je do tzw. wykładni prawa sensu largo lub tzw. reguł egzegezy. Niekiedy też je same nazywa się wykładnią uchylającą (interpretatio derogans).
Reguły kolizyjne I stopnia:
1. Lex superior derogat legi inferiori – Norma wyższa uchyla normę niższą. Kryterium jest hierarchia danego aktu prawnego
2. Lex specialis derogat legi generali – Norma szczególna uchyla normę generalną. Kryterium jest szczegółowość danego aktu prawnego
3. Lex posterior derogat legi priori – Norma późniejsza uchyla normę wcześniejszą. Kryterium jest chronologiczność danego aktu prawnego. Nie dotyczy, jeśli norma wcześniejsza jest wyższa[3].

Reguły kolizyjne II stopnia (lub tzw. metareguły kolizyjne): 
1. Lex posterior generali non derogat legi priori speciali (inaczej: lex prior specialis derogat legi posteriori generali) – Norma późniejsza ogólna nie uchyla normy wcześniejszej szczególnej.
2. Lex superior priori derogat legi posteriori inferiori – norma wyższego rzędu pozbawia mocy obowiązującej sprzeczną z nią normę niższego od niej rzędu, jaka powstała później
3. Lex superior generalis derogat legi inferiori speciali – norma wyższego rzędu pozbawia mocy obowiązującej sprzeczną z nią normę niższego od niej rzędu, jaka jest mniej od niej ogólna[4].

Kolizja reguł kolizyjnych:
- hierarchiczność → chronologiczność
- chronologiczność ← szczegółowość
- hierarchiczność ≠ szczegółowość - w zależności od konkretnej sytuacji. Wedle teoretyków prawa prymat należy przyznać kryterium hierarchiczności, natomiast najczęściej w orzecznictwie współczesnym pierwszeństwo ma zasada lex specialis (ze względu na małą popularność konstytucji w sprawach popularnych).